# پاسگاه قدیم هرمز
پاسگاه قدیم هرمز مربوط به دوره پهلوی اول است و در شهرستان قشم، شمال شرقی جزیره هرمز واقع شده و این اثر در تاریخ ۲۴ اسفند ۱۳۸۳ با شمارهٔ ثبت ۱۱۴۷۲ به‌عنوان یکی از آثار ملی ایران به ثبت رسیده است.